# Léa de Bélgica
La princesa Léa de Bélgica (Léa Inga Dora Wolman) nacida el  2 de diciembre de 1951 en Bruselas, Bélgica, es la viuda del príncipe Alejandro de Bélgica. Ella es tía política del rey Felipe de Bélgica.

## Primeros años y familia
La princesa Léa nació el 2 de diciembre de 1951, hija de Sigismund Wolman (nacido el 12 de julio de 1906 en Varsovia), comerciante en Bruselas y Lisa Bornstein (nacida en Alemania).

## Matrimonios y descendencia
Se casó con Serge Victorovich Spetschinsky el 27 de mayo de 1975 en Bruselas (hijo de Victor Sergeyevich Spetschinsky, Presidente de la Asociación de Nobleza de Rusia en Bélgica y Elena Dmitrievna Guebel), de quien se divorció el 28 de marzo de 1980. Tuvieron una hija, Laetitia Spetschinsky (nacida en 1976), quien ahora está casada con S.E. Didier Nagant de Deuxchaisnes, Embajador de Bélgica en Etiopía, y madre de dos hijos; Charles-Albert (nacido en 2009) y Alexandre (nacido en 2013) y una hija, Louise (nacida en 2010).
El 23 de julio de 1983, Léa se casó con Paul Robert Bichara en Uccle, y tuvieron un hijo, llamado Renaud Bichara, el 1 de septiembre de 1983.
El 4 de marzo de 1991 contrajo matrimonio en Debenham, Suffolk, Inglaterra, con el prínicpe Alejandro de Bélgica, después de ella haberse divorciado dos veces. El matrimonio fue mantenido en secreto hasta 1998.

## Títulos y tratamientos
Esta tabla aún no está actualizada. Puedes contribuir aportando información sobre títulos y tratamientos de esta persona.